# Ovidiu Ganț
Ovidiu Victor Ganț (n. 18 august 1966, Deta, Timiș, Republica Socialistă România, România) este un politician român de etnie germană, reprezentantul FDGR/DFDR în Parlamentul României din 2004 până în prezent.

## Formarea
În perioada 1976–1980 a fost elev al Școlii Generale Nr. 16 din Timișoara. Ulterior a urmat Liceul C.D. Loga.

## Cariera profesională
După terminarea Universității de Vest Timișoara, specializarea matematică, a fost profesor în Lugoj și Timișoara. Între 1998-2001 a fost directorul Liceului Nikolaus Lenau din Timișoara. Între 2001 și 2004 a fost subsecretar de stat în Departamentul pentru Relații Interetnice la Guvernul României. Din 2004 până în 2008 a fost vicepreședinte al organizației Banat din FDGR. Din 2004 este deputat în Parlamentul României și face parte din grupul parlamentar al minorităților naționale.
Între 2005-2006 a făcut parte din Delegația de observatori în Parlamentul European. După aderarea României la Uniunea Europeană a fost în 2007 membru în Parlamentul European, făcând parte din grupul parlamentar PPE. Ca membru al PE a făcut parte din Comisia pentru cultură și educație.

## Distincții
- 2008 Crucea de Merit în rang de Cavaler a Ordinului de Merit al Republicii Federale Germania[4]
- 2008 Medalia Honterus a Forumului Democrat al Germanilor din Transilvania
- 2010 Insigna de onoare a Forumului Democrat al Germanilor din Banat
- 2010 Insigna de onoare a Asociației Sașilor Transilvăneni din RFG
- 2015 Crucea de Merit în rang de Ofițer a Ordinului de Merit al Republicii Federale Germania[4]
- 2024 Crucea de Merit în rang de Comandant a Ordinului de Merit al Republicii Federale Germania[5]